# Turecko na Letních olympijských hrách 2000
Turecko se účastnilo Letní olympiády 2000. Zastupovalo ho 57 sportovců (42 mužů a 15 žen) v 10 sportech.

## Medailisté
| Medaile | Jméno            | Sport     | Soutěž                       |
| ------- | ---------------- | --------- | ---------------------------- |
| Zlato   | Hüseyin Özkan    | Judo      | Muži pololehká do 66 kg      |
| Zlato   | Halil Mutlu      | Vzpírání  | Muži bantamová váha do 56 kg |
| Zlato   | Hamza Yerlikaya  | Zápas     | muži řecko-římský do 85 kg   |
| Bronz   | Hamide Bikcinová | Taekwondo | Ženy do 57 kg                |
| Bronz   | Adem Bereket     | Zápas     | muži volný styl do 76 kg     |